# Prescenyklause

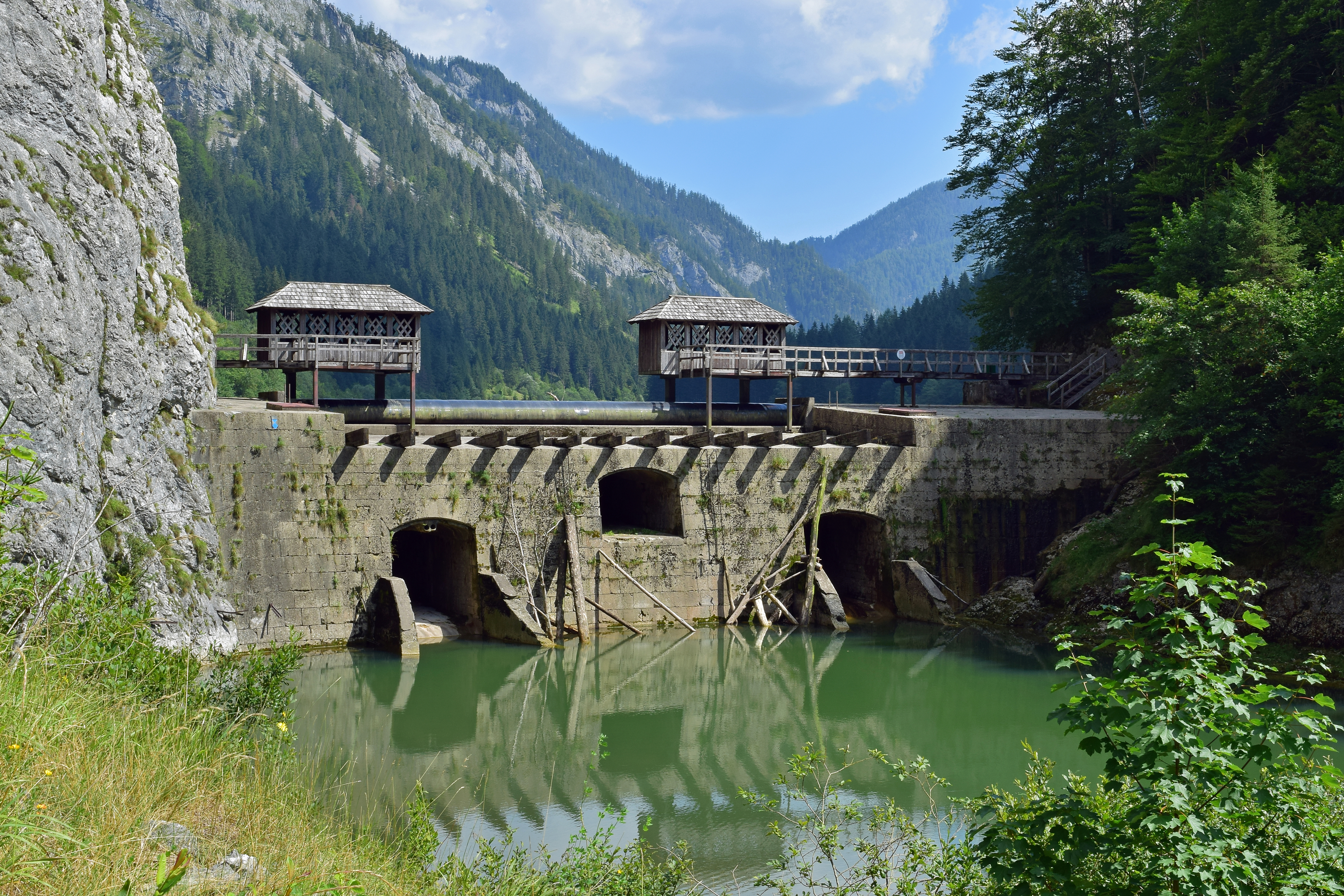
Prescenyklause 2018

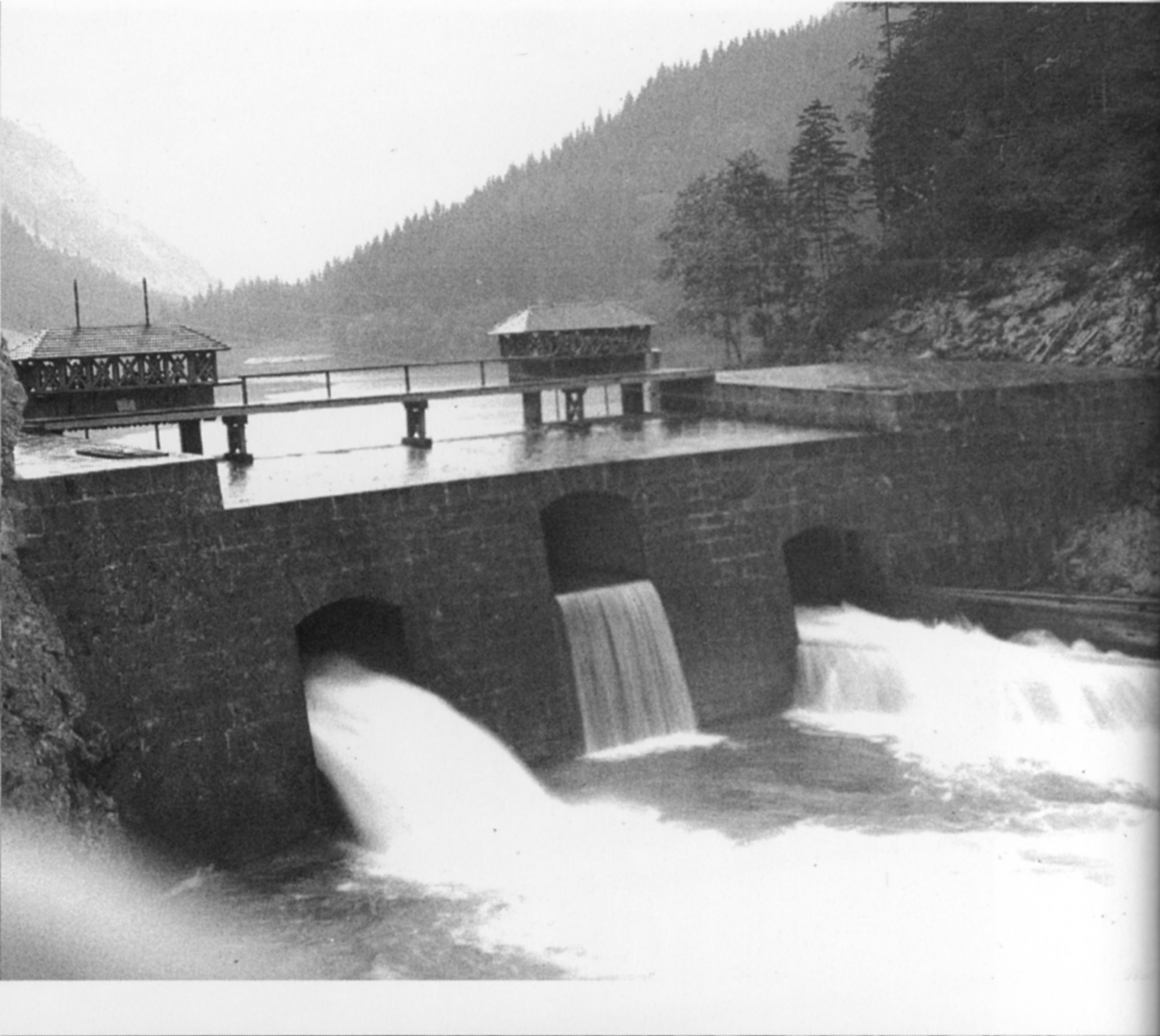
Prescenyklause 1913

Die Prescenyklause ist eine Massivklause nahe der Ortschaft Weichselboden in der Gemeinde Mariazell im Bezirk Bruck-Mürzzuschlag in der Steiermark. Sie ist die größte Massivklause Österreichs und das einzige noch verbliebene Bauwerk der einst groß angelegten Wassertransportanlagen im Enns-, Salza- und Mürzgebiet. Die im Naturpark Steirische Eisenwurzen liegende Prescenyklause ist ein seltenes Beispiel für eine Steinklause und die einzige bislang bekannte Klause in Österreich, die zur Flößerei verwendet wurde. Als Denkmal forsttechnischer Leistungen aus der ersten Hälfte des 19. Jahrhunderts steht sie seit 1974 unter Denkmalschutz (Listeneintrag).

## Geschichte
Das Salzatal wurde ab dem Mittelalter zunehmend durchforstet, um den enormen Holzbedarf des Steirischen Erzbergs und der Kleineisenindustrie an der Enns zu decken. Bis in das 16., 17. Jahrhundert waren die hüttenstandortnahen Waldvorkommen weitgehend erschöpft, und die abgelegeneren Täler wurden erschlossen. Holzbringung an der Salza ist 1373 urkundlich.
Schon 1570 war an der Salzamündung in Großreifling der Großreiflinger Rechen errichtet worden, an dem das Holz teils geborgen und am Landweg nach Eisenerz, teils die Enns weiter abwärts geflößt wurde. Salzaaufwärts wurden allerorten Triftklausen errichtet, mit denen das zusammengesammelte Holz dem Großreiflinger Rechen zugeführt wurde. 1750 wurde bei Gußwerk die erste Klause errichtet.
Die Prescenyklause bei Gußwerk, die das ganze oberste Salzatal erschließt, wurde in den Jahren 1841 bis 1848 errichtet, nachdem die Holzklause aus dem Jahr 1826, die zuvor an derselben Stelle stand, baufällig geworden war. Für die Vorarbeiten war Forstmeister Presceny verantwortlich, der eigentliche Bau der Klause ab 1843 stand unter der Leitung des Architekten Johann P. Padok aus Eisenerz.
Die Verwendung von Klausen für die Flößerei ist in Österreich nur von der Prescenyklause bekannt. Flößerei war durch das von der Prescenyklause gelieferte Zuschusswasser täglich möglich, außer im Hochsommer bei Wasserknappheit – sie bildete nach dem Übergang von Kohle- und Brennholzwirtschaft für die Eisenverhüttung zur Nutzholzwirtschaft eine wirtschaftlich wichtige Rolle für die Region. Mit Flößen konnte Langholz wesentlich schonender – und auch in längeren Stämmen – transportiert werden und brachte so wesentlich mehr Geld als Brennholz, außerdem war die steirische Eisenindustrie ab Beginn der Hochindustrialisierung schon im Abflauen begriffen.
Die Salza nimmt in Österreich insofern eine Sonderstellung ein, als dass sie einerseits lang und breit genug ist, dass sich Floßbau rentiert, andererseits aber nur aus den Kalkalpen kommt, und daher phasenweise enormes Niedrigwasser hat. Durch die große Flussklause war es möglich, durch kontrollierte Wasserzuspeisung die Salza die meiste Zeit flößbar zu halten.
Ihr Hauptverwendungszweck war das Auffangen des geschlägerten Holzes aus der Umgebung, dann wurden die Flöße erstellt, die Klause geöffnet und die Floßgruppen abgeschwemmt.
In den Jahren 1926 bis 1928 und 1951 wurden umfassende Sanierungen durchgeführt. 1954 wurde die Flößerei eingestellt. Durch die massive Bauweise der Klause war es möglich, sie über 100 Jahre als forsttechnisches Bauwerk zu benutzen.
1985 bis 1987 wurde sie für das neue Kraftwerk Prescenyklause von Mariazell neu adaptiert. Dafür wurde die bestehende Staumauer renoviert und verstärkt und ein Tunnel durch den Fels neben der Mauer geschlagen. Das aufgestaute Wasser fließt durch diesen Felstunnel und treibt zwei Voith-Turbinen an, die Strom produzieren. Die gesamte Kraftwerksanlage ist unterirdisch und somit nicht sichtbar. Gesteuert wird das Kavernenkraftwerk von der Zentrale in Mariazell. Durch diese Konstruktion konnte die originale Klause erhalten bleiben, und gleichzeitig in ihrer Weiternutzung im Bestand gesichert werden; die anderen alten forstlichen Wasserbauwerke in Österreich sind wegen des enormen Wartungsaufwandes verfallen und weitgehend verschwunden. Das Kraftwerk leistet etwa 1,5 MW und wird von der Stadtbetriebe Mariazell G.m.b.H. betrieben. Die Prescenyklause befindet sich als Teil der II. Wiener Hochquellenwasserleitung im Besitz der Stadt Wien.

## Architektur
Die Prescenyklause wurde als Massivklause aus Mauerwerk zwischen zwei Felswänden errichtet – damit war es möglich die Salza auf einer Länge von 1,2 km auf eine maximale Wassertiefe von 7,25 m aufzustauen. Die wasser- und luftseitigen Staumauern sowie deren verbindende Quermauern bestehen aus Quadersteinen, die Hohlräume wurden mit losem Steinmaterial und Lehm gefüllt. Die Länge beträgt 47,5 m, die Stärke in der Mitte beträgt 8,5 m, am Rand 15 m, und die Höhe 9 m. Die Staumauer hat drei Durchflussöffnungen, wovon die äußeren beiden auch für den Trift- und Flößereibetrieb verwendet wurden, die mittlere der Ableitung der aufgestauten Hochwässer diente; hierbei gaben hölzerne Schlagrohre in Sekundenschnelle die Durchflussöffnungen frei. Die Hebetore der beiden äußeren Schleusen konnten über Zahnradstangen auch händisch von der Mauerkrone aus bedient wurden.